# Pseudotorynorrhina japonica
Pseudotorynorrhina japonica – gatunek chrząszcza z podrodziny kruszczycowatych w rodzinie poświętnikowatych. Zamieszkuje Wyspy Japońskie, występuje przeważnie na terenach zalesionych, choć niekiedy można spotkać go w ogrodach, w miastach. Jego pożywieniem są przede wszystkim soki roślinne. Mierzące średnio ok. 3 cm ciało jest w kolorze metalicznej zieleni.